# Zvláštní práva čerpání
Zvláštní práva čerpání (Special Drawing Rights, SDR) jsou jednotnou měnovou a účetní jednotkou užívanou v rámci Mezinárodního měnového fondu a při některých složitějších transakcích i v soukromém sektoru. SDR tvoří hlavní rezervní aktivum MMF a odvozují se od průměrné hodnoty měn USA, Evropské měnové unie, Japonska, Velké Británie a Číny – zemí nejvíce zapojených do globálního obchodního systému. MMF přiděluje SDR svým členům na základě výše jejich členských kvót.
Kód této měny podle normy ISO 4217 je XDR.
Udělení určitého množství SDR vyžaduje souhlas 85 % hlasů členských zemí. Každý člen MMF přispívá do společné pokladny určitým obnosem. 75 % příspěvků musí země zaplatit ve své vlastní měně a zbytek v podobě SDR nebo měn, od kterých se SDR odvozují. Členské kvóty tvoří základ celkového finančního obnosu, ze kterého MMF poskytuje půjčky jednotlivým zemím, a určují výši půjček pro jednotlivé země. Čím větší jsou příspěvky jednotlivých zemí, tím více si v době nouze mohou půjčovat. Výše kvót se pro každý členský stát určuje na základě jednotlivých ekonomických ukazatelů zahrnujících výši národního důchodu, rezerv a účast národní měny v mezinárodním obchodě.

## Historie
Od roku 1999, kdy bylo zavedeno euro, byly měnami v koši Americký dolar, Euro, Libra šterlinků a Japonský jen, od října 2016 se ke stávajícím měnám přidalo čínské renminbi.
Jednotlivé měny byly do 30.9.2016 zastoupeny těmito poměry:
- Americký dolar (USD): 41,9 %
- EMU (EUR): 37,4 %
- Japonský jen (JPY): 9,4 %
- Britská libra (GBP): 11,3 %

## Váhy jednotlivých měn
Jednotlivé měny jsou zastoupeny těmito poměry (od 1.10.2016):
- Americký dolar (USD): 41,73 %
- EMU (EUR): 30,93 %
- Japonský jen (JPY): 8,33 %
- Britská libra (GBP): 8,09 %
- Čínské renminbi (CNY): 10,92 %

## Jiné užití SDR
Pro účely mezinárodního poštovního styku se rovněž používá jako měna SDR.